# Verband für Deutschlands Video- und Computerspieler
Der Verband für Deutschlands Video- und Computerspieler (VDVC) ist ein Verband, der die Interessen der deutschen Video- und Computerspieler vertritt. Er ist der erste Verband dieser Art für digitale Spiele in Europa. Zu den Mitgliedern zählen neben Einzelpersonen insbesondere Vereine, die LAN-Parties veranstalten. Am 21. Dezember 2019 wurde die Auflösung beschlossen.

## Zweck des Verbandes
Der Verband vertritt gemeinnützig die (gesellschaftspolitischen) Interessen der deutschen PC- und Videospielergemeinde nach außen. Insbesondere vertritt der Verein im Sinne eines Verbraucherverbands die Interessen der Video- und Computerspieler gegenüber Entwicklern, Publishern und Händlern von Video- und Computerspielen. Zudem setzt sich der Verband für die Förderung des Jugendschutzes und der Medienkompetenz von Spielern und Nicht-Spielern ein. Dazu gehört die Aufklärung über Techniken, Risiken, Möglichkeiten und Chancen neuer Unterhaltungsmedien. Der Verband fördert den Austausch und Verständigung der Spieler und Spielerinnen untereinander. Der VDVC e.V. sieht sich als Partner für Gesellschaft, Politik und Industrie, um aufzuklären und bestehende Konflikte um den Themenkomplex digitale Spiele im konstruktiven Dialog zu lösen.

## Geschichte
Nach dem Amoklauf von Winnenden im März 2009 wurde eine breite gesellschaftliche Diskussion über die Auswirkungen und Verbreitung von Unterhaltungssoftware – vor allem Computer- und Videospielen – und insbesondere deren Gewaltdarstellungsgrad geführt. Es gründeten sich Bürgerinitiativen, die zusammen mit kleineren Parteien ein vollständiges Herstellungs- und Verbreitungsverbot von gewalthaltigen interaktiven Medien forderten. Die Killerspiel-Debatte um Gewalt in Spielen wurde oft reaktionär bzw. polemisch und nicht wissenschaftlich fundiert geführt. In Deutschland ansässige Spieleentwickler erwogen offen, die Verlegung ihrer Firmen in das europäische Ausland. LAN-Parties wurden mit Hinweis auf den Amoklauf abgesagt, nachdem Gemeinden den Veranstaltern das Nutzen von gewalthaltigen Spielen untersagt hatten.
Spieler fühlten sich in ihrem Hobby Diffamierungen und Pauschalverurteilung ausgesetzt, weshalb eine Eingabe an den Bundestag mit über 50.000 Mitzeichnern gegen ein Verbot von gewalthaltigen Videospielen in einer Anhörung Gehör fand und bundesweite Demonstrationen stattfanden. Die Initiatoren dieser Demonstrationen entschlossen sich, eine Interessensvertretung für Spieler zu gründen. Der Verband wurde im Juli 2009 in Karlsruhe gegründet und zeitgleich auf Demonstrationen in Berlin, Köln und Karlsruhe bekanntgegeben. Unter dem Eindruck kurz zuvor verbotener Veranstaltungen schließen sich dem Verband insbesondere Vereine an, die LAN-Parties organisieren.
Im Oktober 2009 wurde von einer Bürgerinitiative geplant, in Stuttgart Computerspiele zu sammeln und zu entsorgen. Aufgrund der geplanten Verbrennung der Datenträger wurden schnell Vergleiche mit der deutschen Bücherverbrennung laut. Als Gegenaktion veranstaltet der VDVC in der Nähe eine Mahnwache und stellt dabei fest, dass kaum Spiele abgegeben wurden. In der Folge wird der Ton zwischen lokalen Spielegegnern und -befürwortern versöhnlicher.
Ende 2010 sprach sich die Mitgliederversammlung des VDVC dafür aus, die Ausrichtung des Verbandes auch auf Verbraucherschutzthemen auszuweiten, nachdem die Diskussion um die Killerspieldebatte abgeflaut war. Neben einigen Rundfunkbeschwerden zu übertriebenen Medienberichten und Falschdarstellungen nahm der VDVC am Dialog Internet der schwarz-gelben Bundesregierung 2011 teil. Als Ende 2011 Bedenken um die Spieledistributionssoftware Origin von Electronic Arts auftauchten, nahm der VDVC am runden Tisch zu der Software teil.
In einigen Fällen hat der Verband auch den Rechtsweg beschritten. So reichte er im Jahr 2015 Verfassungsbeschwerde gegen eine Verschärfung des Verbots von Gewaltdarstellungen ein. Diese wurde jedoch formell aufgrund der aus Sicht der Verfassungsrichter mangelnden Belege der persönlichen Betroffenheit der Kläger abgelehnt. Im Jahr 2018 gab man bekannt, dass Anzeige wegen der Darstellung eines verfassungsfeindlichen Symbols im Bundesfighter II Turbo erstattet wurde. Ziel war es, in einem Gerichtsverfahren die Rechtmäßigkeit der sozialadäquaten Darstellung einschlägiger Symbole in digitalen Spielen eindeutig klären zu lassen. Die (General-)Staatsanwaltschaft Stuttgart nahm keine Ermittlungen auf. Obwohl damit kein Gerichtsverfahren stattfand, entschied die Oberste Landesjugendbehörde am 9. August 2018, dass die Anwendung der Regelungen zur Sozialadäquanz bei Spielen in den Freigabeprüfungen der USK fortan Berücksichtigung finden würde. Das zuständige Ministerium bezieht sich in einer Begründung der geänderten Praxis auf den VDVC. Seit dieser Entscheidung können auch in digitalen Unterhaltungsmedien verfassungsfeindliche Symbole sozialadäquat genutzt werden. Wolfgang Walk war hierüber positiv überrascht, als auch enttäuscht, dass dieser Schritt vom VDVC kam, einem Verein, von dem er zuvor noch nie gehört hatte, statt etwa vom Branchenverband GAME. Walk kritisierte die bisherige Regelung u. a. deshalb, weil hierdurch etwa das Zeigen des Spiels Attentat 1942 in einer spielbaren Version verhindert wurde. Statt aber, dass der GAME genau in diesem Fall aktiv wird, brauchte es einen anderen Fall und einen anderen Verband.
Die Mitgliederversammlung beschloss am 21. Dezember 2019 die Auflösung des Vereins. Grund dafür sei der „Aufwand zum Aufrechterhalt der legalen Struktur“. Der Vorstand wollte langfristig „nicht mehr garantieren, die rechtliche Verpflichtungen zu erfüllen“. Die zugrundeliegende Community soll als Diskussionsraum für Mitglieder privat erhalten bleiben.

## Tätigkeit
Der VDVC erhebt in jährlichen Umfragen das Spieleverhalten und Meinungsbilder der Video- und Computerspieler in Deutschland. Außerdem wird auf Basis von Gerichtsurteilen, Beschlüssen der Bundesprüfstelle für jugendgefährdende Medien und Einstufungen der USK eine jährlich aktualisierte Zensurstatistik für die Entscheidungen der Einstufungsorganisationen geführt. Unter anderem zur Bundestagswahl 2013 wurden politische Parteien zu ihren Einstellungen zu Videospielen befragt.
Auf nationaler Ebene nimmt der VDVC an Befragungen zu Gesetzesentwürfen wie dem Jugendmedienschutz-Staatsvertrag teil. Auf EU-Ebene ist der VDVC als Lobbyorganisation registriert und beteiligte sich unter anderem an der Konsultation zur Reform des Urheberrechts. Darüber hinaus wird im direkten Kontakt zu Anbietern von Videospielen die Position der Konsumenten vertreten.

## Organisation
Der Verband ist als Verein aufgebaut. Alle aktiven Vereinsmitglieder sind ehrenamtlich tätig. Die Mitgliedschaft ist kostenlos, freiwillige Beiträge sind jedoch möglich. Die Mitglieder werden unterschieden in ordentliche, jugendliche und korporative Mitglieder. Mitgliederversammlungen werden zumeist online abgehalten, da die Mitglieder in Deutschland nicht örtlich zentral organisiert sind.

## Weitere Verbände im Bereich Video- und Computerspiele
- Game - Verband der deutschen Games-Branche: Deutscher Branchenverband
- eSport-Bund Deutschland: Interessenverband zur Förderung von E-Sport
- Entertainment Consumers Association: Amerikanischer Videospieler-Verbraucherverband